# 海辺のポーリーヌ
『海辺のポーリーヌ』（うみべのポーリーヌ、仏: Pauline à la plage、英: Pauline at the Beach）は、1983年のフランス映画。
監督・脚本エリック・ロメール。第33回ベルリン国際映画祭で監督賞と国際批評家賞を受賞した。
同監督の「喜劇と格言劇」シリーズ第3作。
引用されている詩は、"Qui trop parole, il se mesfait" （Chrétien de Troyes）。

## ストーリー
避暑地ノルマンディー。海辺の別荘にやってきた15歳の少女ポーリーヌ（アマンダ・ラングレ）が体験する、夏の終わりの恋愛騒動。

## スタッフ
- 製作：マルガレート・メネゴス Margaret Menegoz
- 監督：エリック・ロメール Éric Rohmer
- 脚本：エリック・ロメール Éric Rohmer
- 撮影：ネストール・アルメンドロス Néstor Almendros
- 編集：セシル・ドキュジス Cecile Decugis
- 音楽：ジャン＝ルイ・ヴァレロ Jean-Louis Valero
- 録音：ジョルジュ・プラット Georges Prat

## キャスト
- ポーリーヌ … アマンダ・ラングレ（フランス語版） Amanda Langlet
- マリオン … アリエル・ドンバール Arielle Dombasle
- ピエール … パスカル・グレゴリー Pascal Greggory
- アンリ … フェオドール・アトキン（フランス語版） Feodor Atkine
- シルヴァン … シモン・ド・ラ・ブロス（フランス語版） Simon de La Brosse
- ルイゼット … ロゼット Rosette